# Dolmen von La Lue

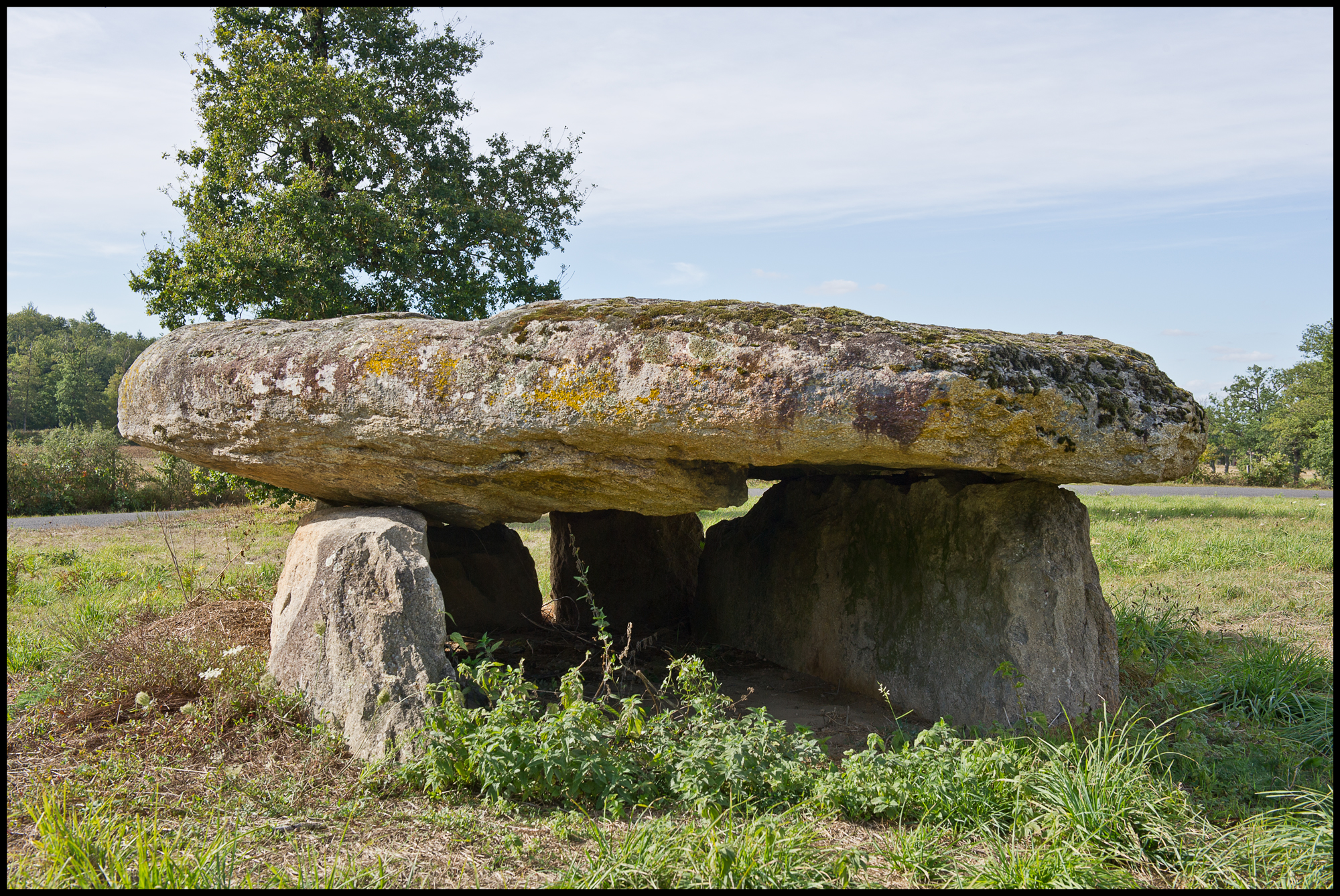
Dolmen von La Lue

Der restaurierte Dolmen von La Lue (auch La Leu genannt) liegt an einer Straßenkreuzung westlich von Berneuil im Département Haute-Vienne in Frankreich. Dolmen ist in Frankreich der Oberbegriff für neolithische Megalithanlagen aller Art (siehe: Französische Nomenklatur).
Der Dolmen hat eine etwa 4,0 × 2,0 m messende, nach Osten öffnende Kammer aus zwei langen Seitensteinen und zwei kleineren Steinen an der Rückseite aus einem anderen Gestein. Er wird von einem etwa 5,0 × 4,0 m messenden Deckstein bedeckt, der in zwei Stücke zerbrochen ist. Es gibt Spuren eines kleinen Steinhügels.
Der Dolmen ist seit 1982 als Monument historique eingetragen.
500 m entfernt liegt der Dolmen von La Borderie.

Dolmen von La Lue
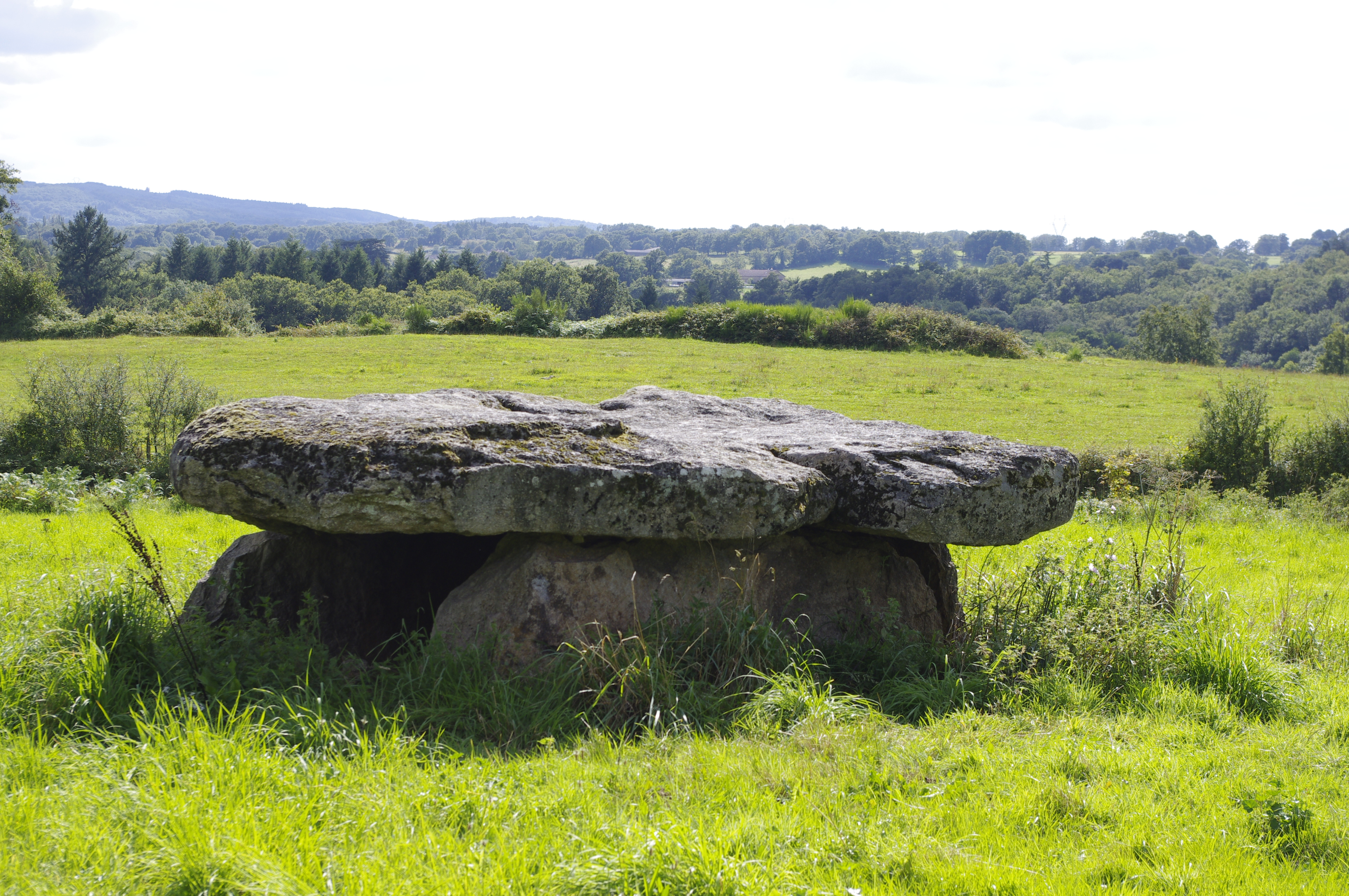
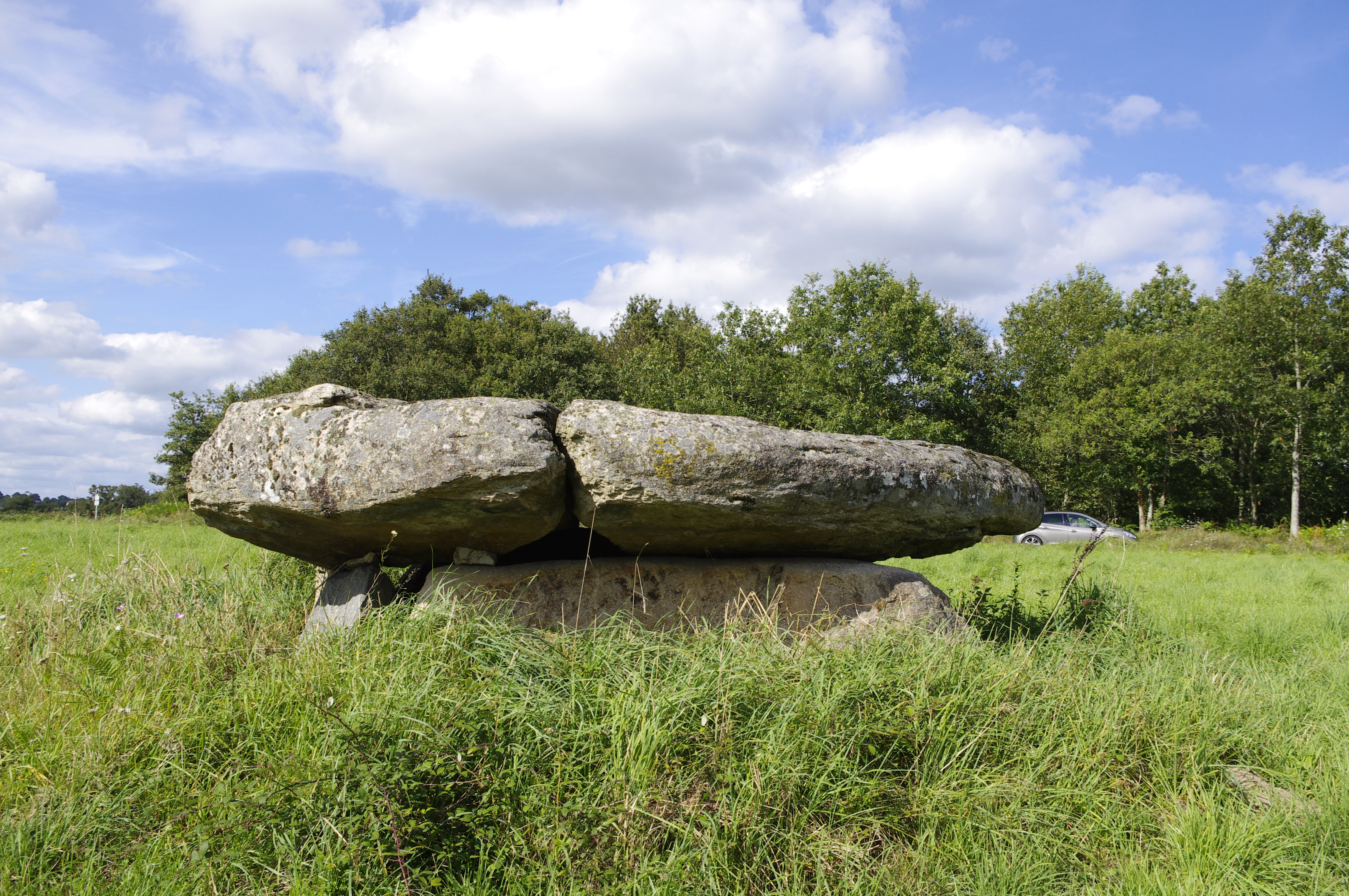
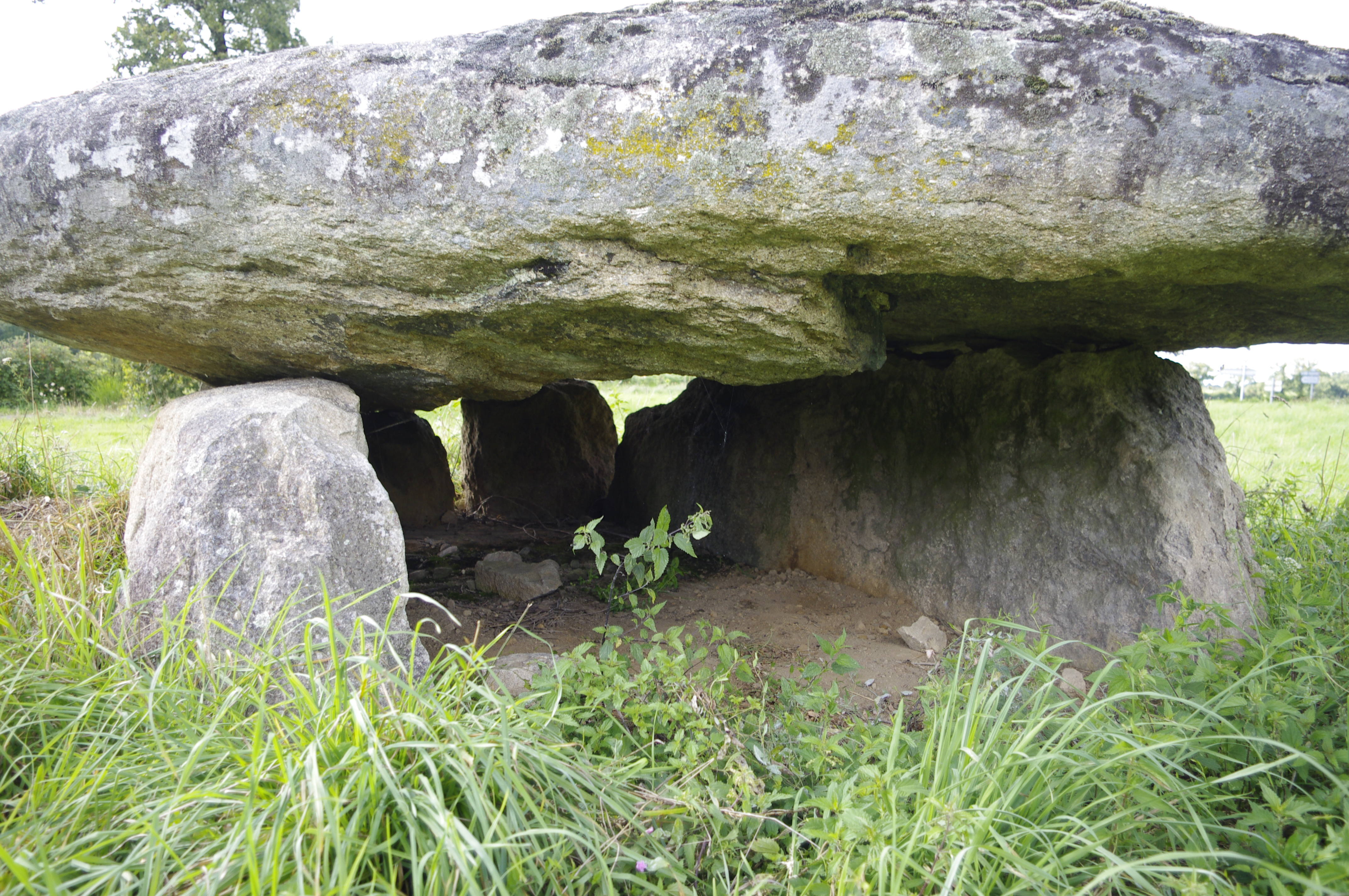
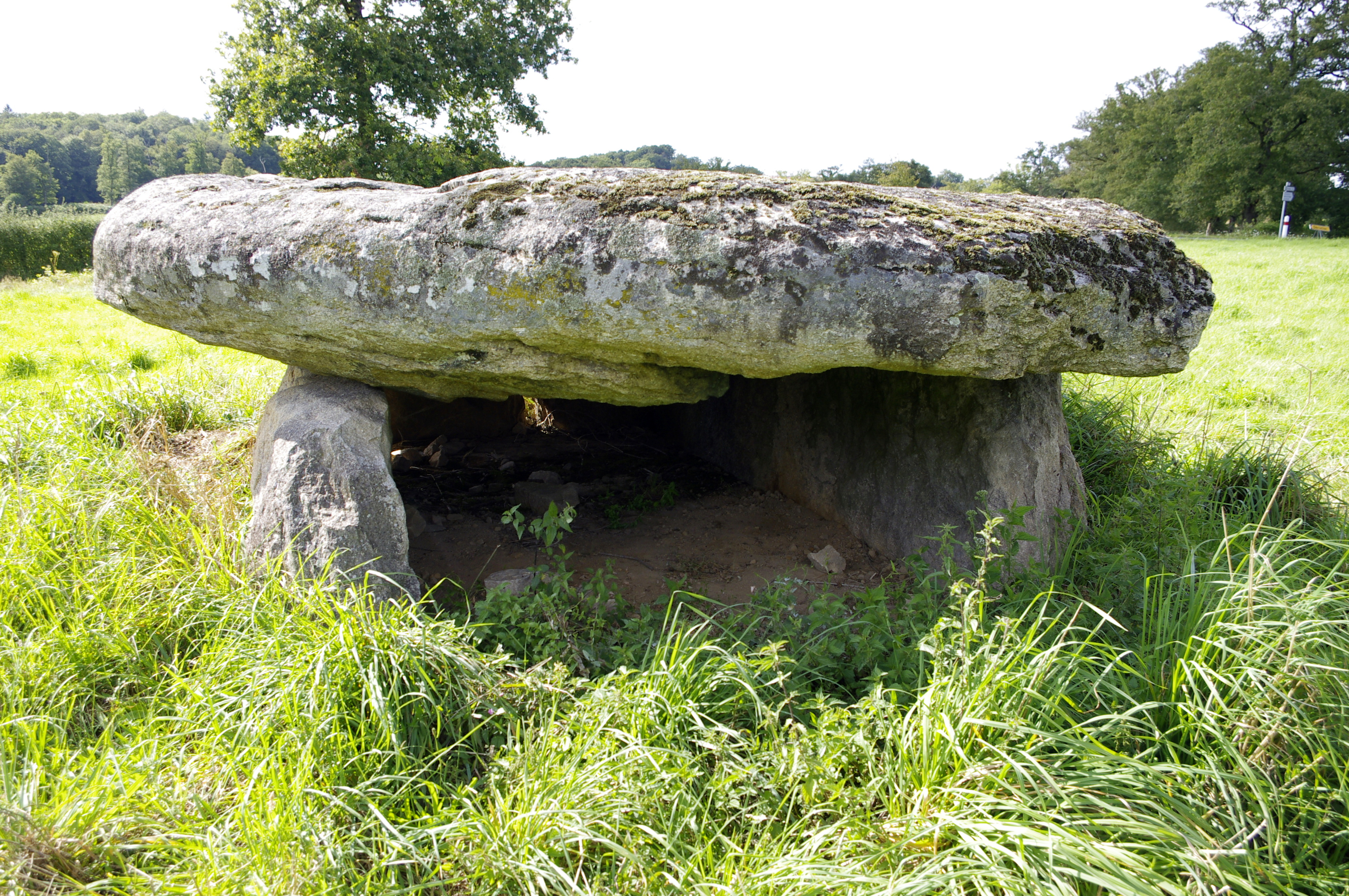